# تتريف (جارية)
تتريف جارية المأمون وشاعرة من مولدات البصرة بارعة الحسن والجمال كان لها حظوة كبيرة عند المأمون، ولما توفي إشتد حزنها عليه وأخذت تنوح عليه وتبكيه حتى ماتت. وهي القائلة فيه: